# YTO Express
YTO Express Group (также известна как Shanghai YTO Express Logistics Company Limited) — китайская частная логистическая компания (входит в десятку крупнейших логистических компаний страны и в «большую пятёрку» крупнейших компаний экспресс-доставки КНР). Основана в мае 2000 года. Штаб-квартира расположена в Шанхае. Курьерская доставка YTO Express работает во всех крупных городах материкового Китая, а также в Гонконге, Южной Корее, Японии и на Тайване.  

## История
В мае 2000 года бизнесмен Юй Вэйцзяо, купивший небольшой склад в Шанхае, основал компанию курьерской доставки YTO Express (Yuantong). Чтобы выделиться среди конкурентов, он стал первым, кто доставлял посылки в субботу и воскресенье. После запуска в 2003 году платформы Taobao Юй Вэйцзяо переключился на доставку заказов с интернет-магазинов и получил первую прибыль, а в 2005 году установил партнёрские отношения с Джеком Ма (оба являются уроженцами Ханчжоу). 
В 2006 году YTO Express основала подразделение зарубежных операций и запустила сервис международных посылок, в октябре 2010 года создала дочернюю компанию в Гонконге. Если в 2000 году YTO Express доставляла 80 заказов в сутки, то в 2012 году она вышла на показатель 4,5 млн заказов в сутки. В июле 2013 года YTO Express начала доставлять посылки на Тайвань, в мае 2014 года — в Южную Корею, в октябре 2014 года — в Японию. В марте 2015 года стартовали чартерные рейсы дочерней авиакомпании YTO Cargo Airlines. В августе 2015 года YTO Express учредила дочернюю компанию в Австралии, в феврале 2016 года — дочернюю компанию в Южной Корее, в апреле 2016 года — в Таиланде, в мае 2016 года — в Германии, в августе 2016 года — в США, в сентябре 2016 года — в Японии. 
В мае 2017 года YTO Express приобрела публичную гонконгскую компанию On Time Group, на основе которой сформировала платформу глобальной логистики YTO Express International Holdings. В сентябре 2017 года YTO Express инвестировала средства в железнодорожный маршрут Иу — Синьцзян — Европа. В июле 2020 года компания Wiseway стала акционером YTO Express Australia, а YTO Express подписала соглашение о развитии грузового аэропорта в Цзясине.
В сентябре 2020 года YTO International запустила грузовой воздушный маршрут Ханчжоу — Токио.

## Деятельность

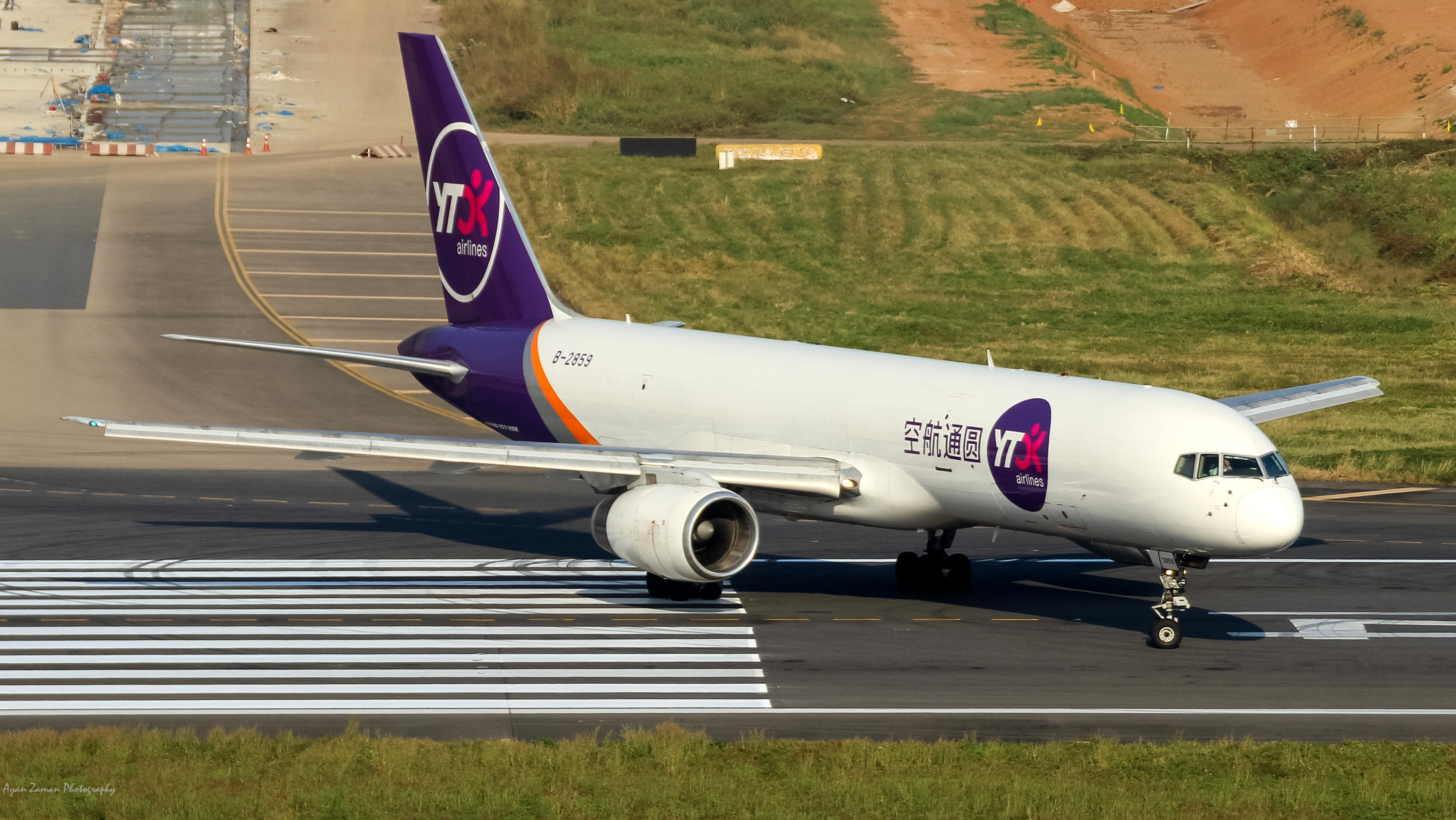
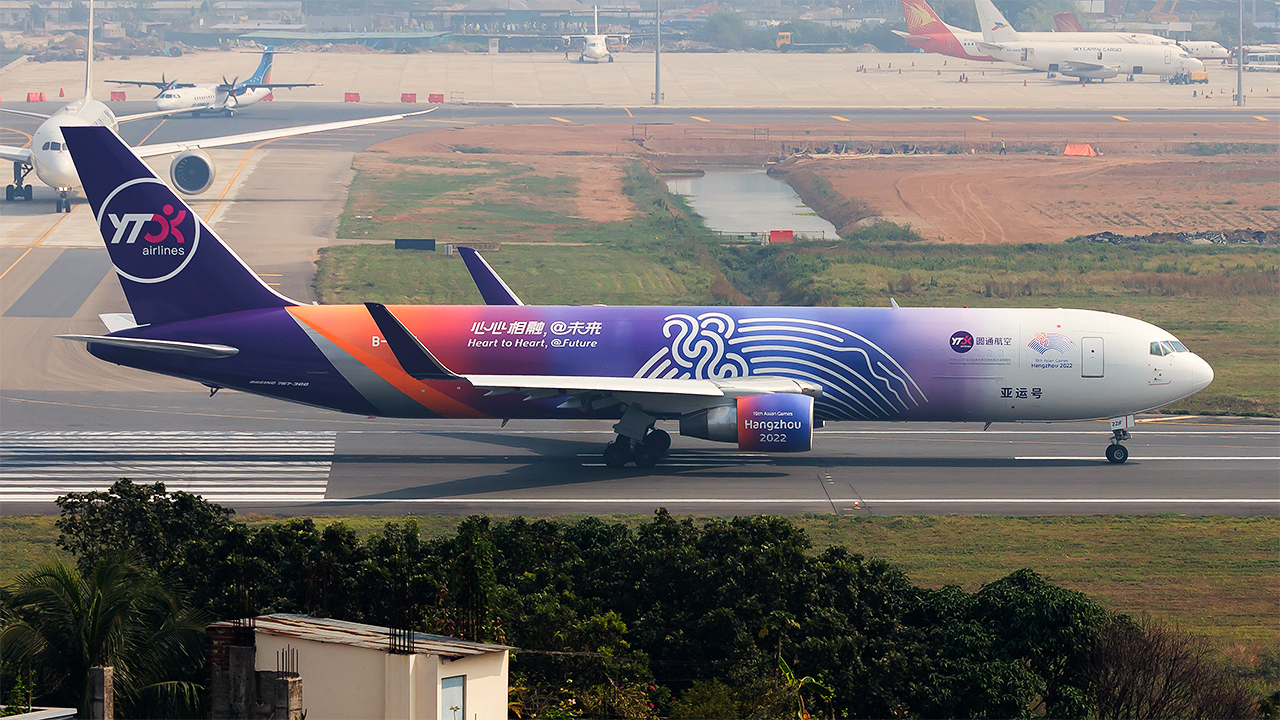
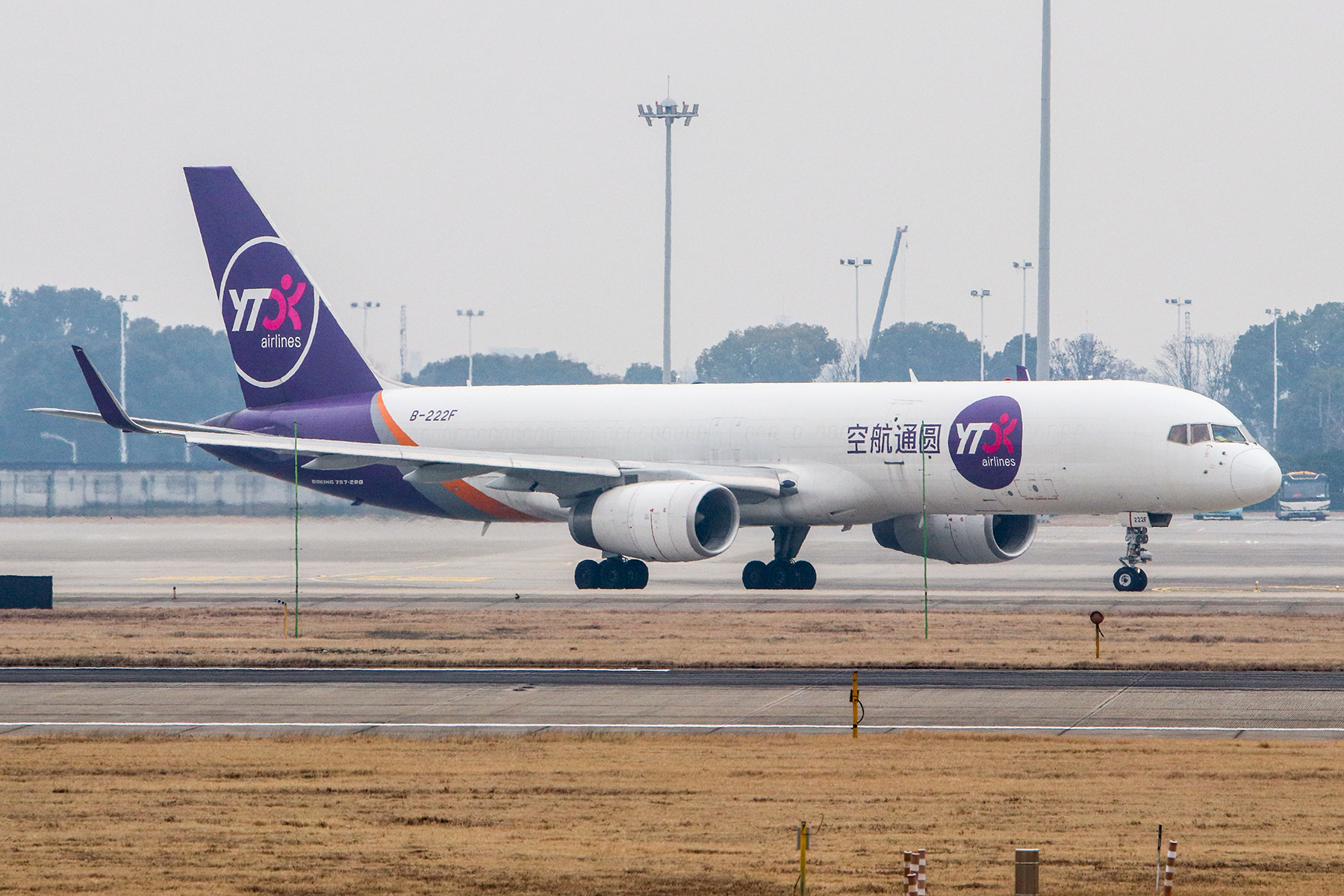
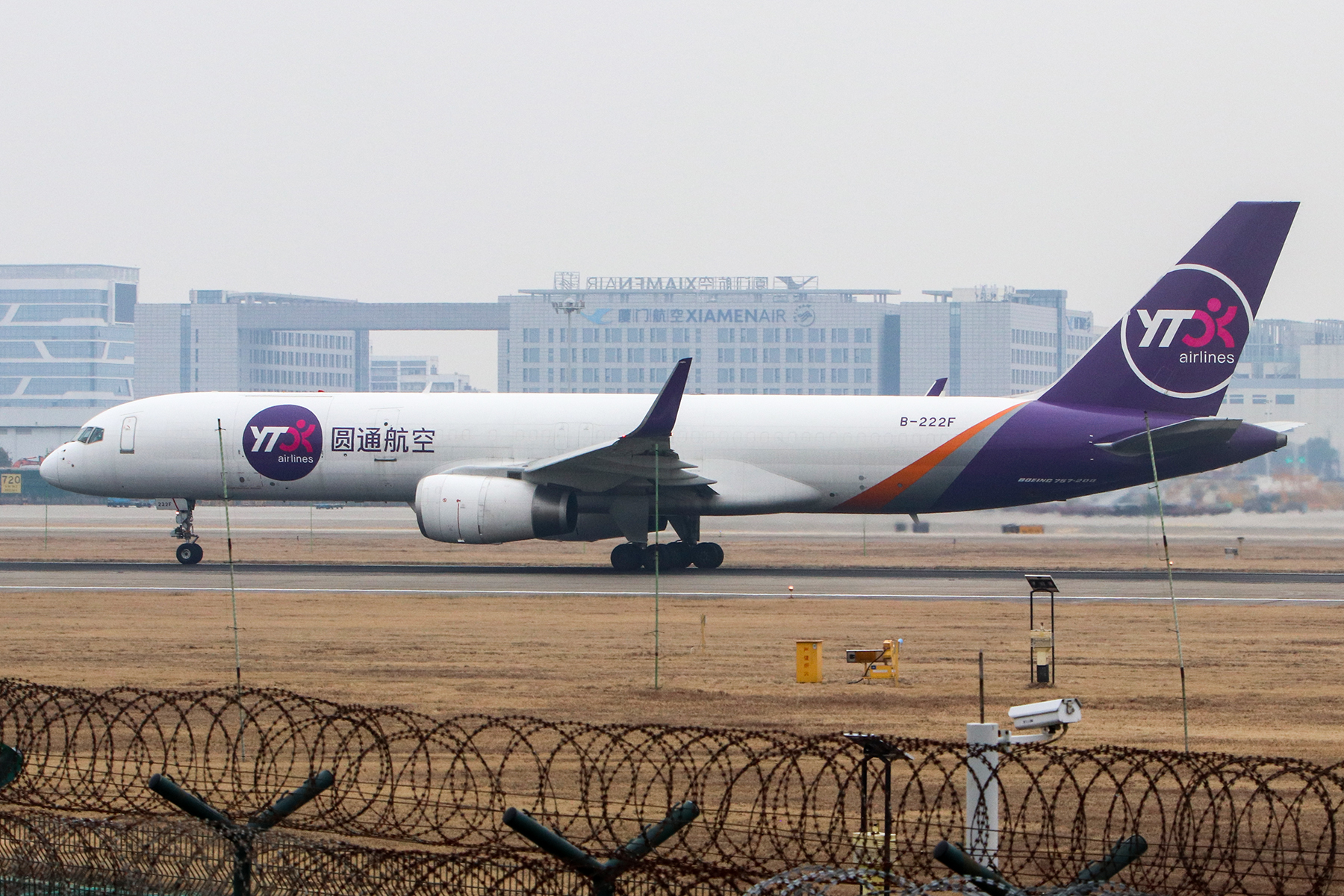

YTO Express специализируется на курьерской доставке писем, бандеролей и посылок, в том числе покупок с интернет-магазинов, а также на доставке продуктов из розничных сетей и готовой еды из ресторанов. Кроме того, YTO Express управляет складами и логистическими парками, цепями поставок, закупками и продажами, товарными остатками, внутренними и международными перевозками автомобильным, железнодорожным, авиационным и морским транспортом, предоставляет услуги таможенное оформление импорта и экспорта. В рамках управления цепями поставок особый акцент YTO Express делает на доставку одежды, обуви, аксессуаров, лекарств, вакцин, цветов, замороженных продуктов, потребительской и офисной электроники, электронных и автомобильных комплектующих, металлов и химических веществ.
YTO International (Гонконг) имеет сеть складов и сервисных центров в 18 странах мира, работает на более чем 2 тыс. воздушных и морских маршрутах в 150 стран мира. Также компания управляет грузовыми поездами на маршруте Иу — Синьцзян — Европа.  
Грузовая авиакомпания YTO Cargo Airlines базируется в городе Ханчжоу (главным хабом является международный аэропорт Ханчжоу-Сяошань). Компания совершает регулярные рейсы в 11 стран мира, в том числе в Тяньцзинь, Уси, Шанхай, Чэнду, Гуанчжоу, Гонконг, Сеул, Осаку, Токио, Манилу, Хошимин, Бангкок, Сингапур, Дакку, Бангалор, Карачи, Лахор, Бишкек и Ташкент. По состоянию на январь 2022 года у YTO Cargo Airlines насчитывалось 11 грузовых самолётов.
По итогам 2021 года 84,1 % оборота YTO Express пришлось на материковый Китай, 7,9 % — на Гонконг, Макао и Тайвань, 8 % — на остальные страны мира. 

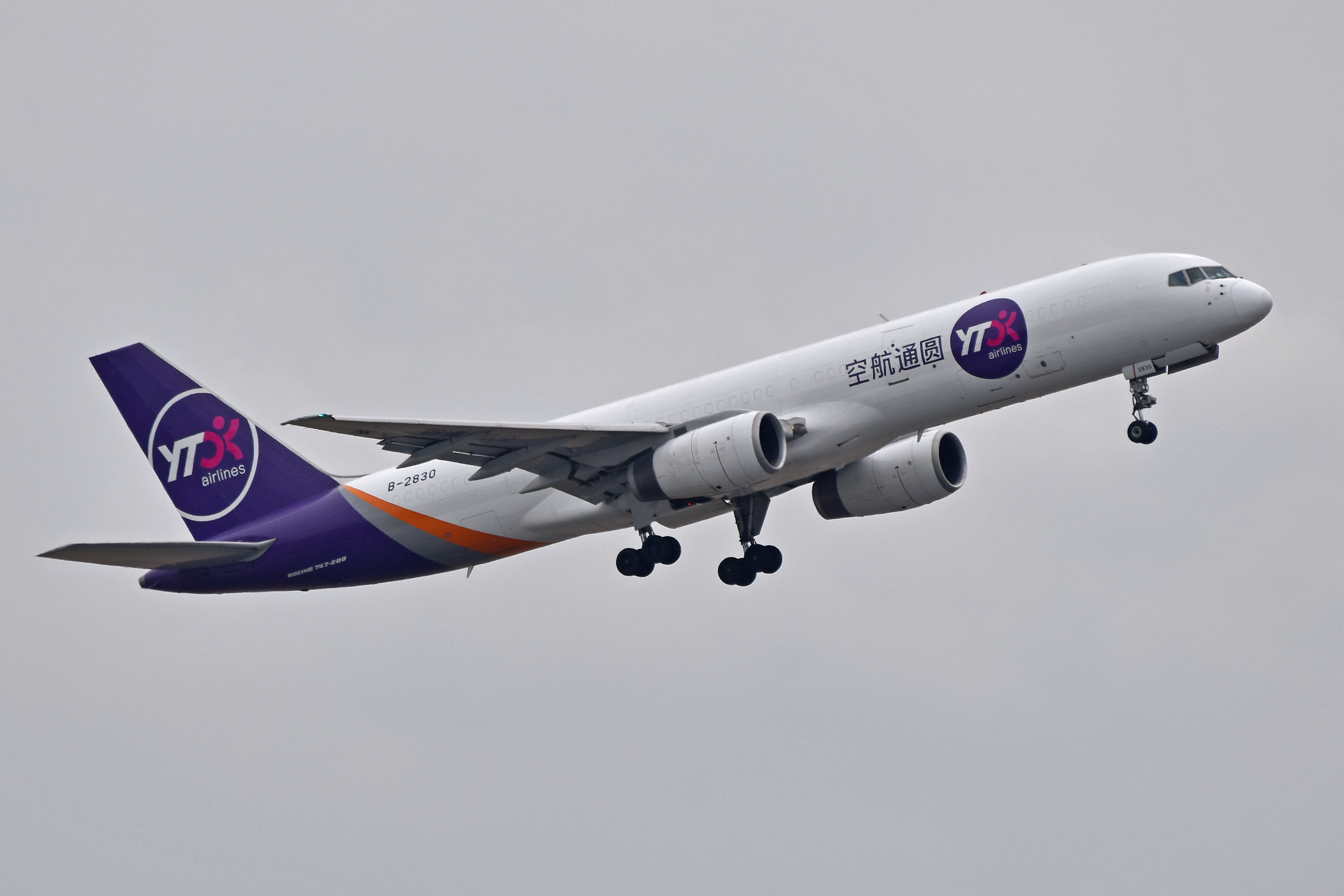
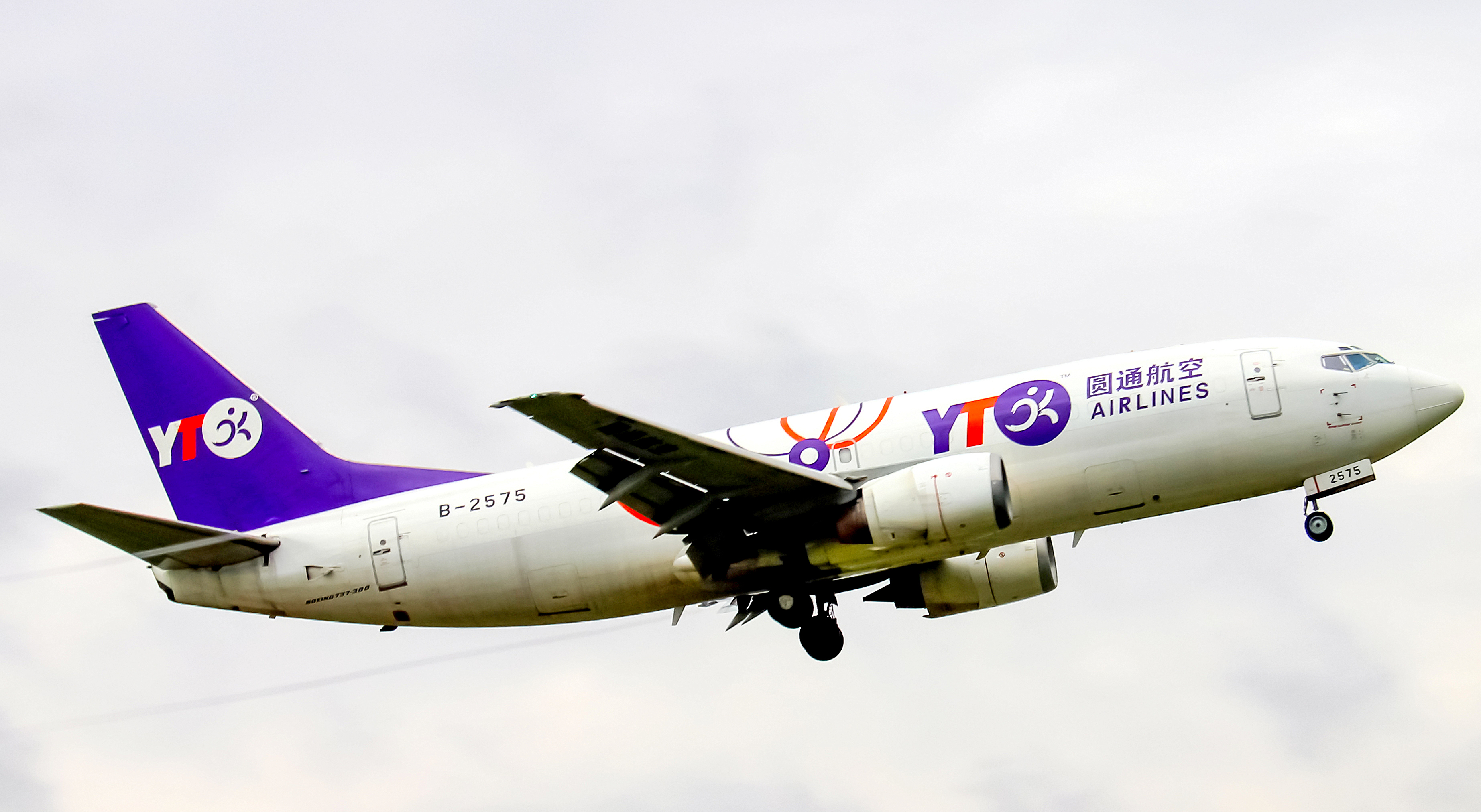
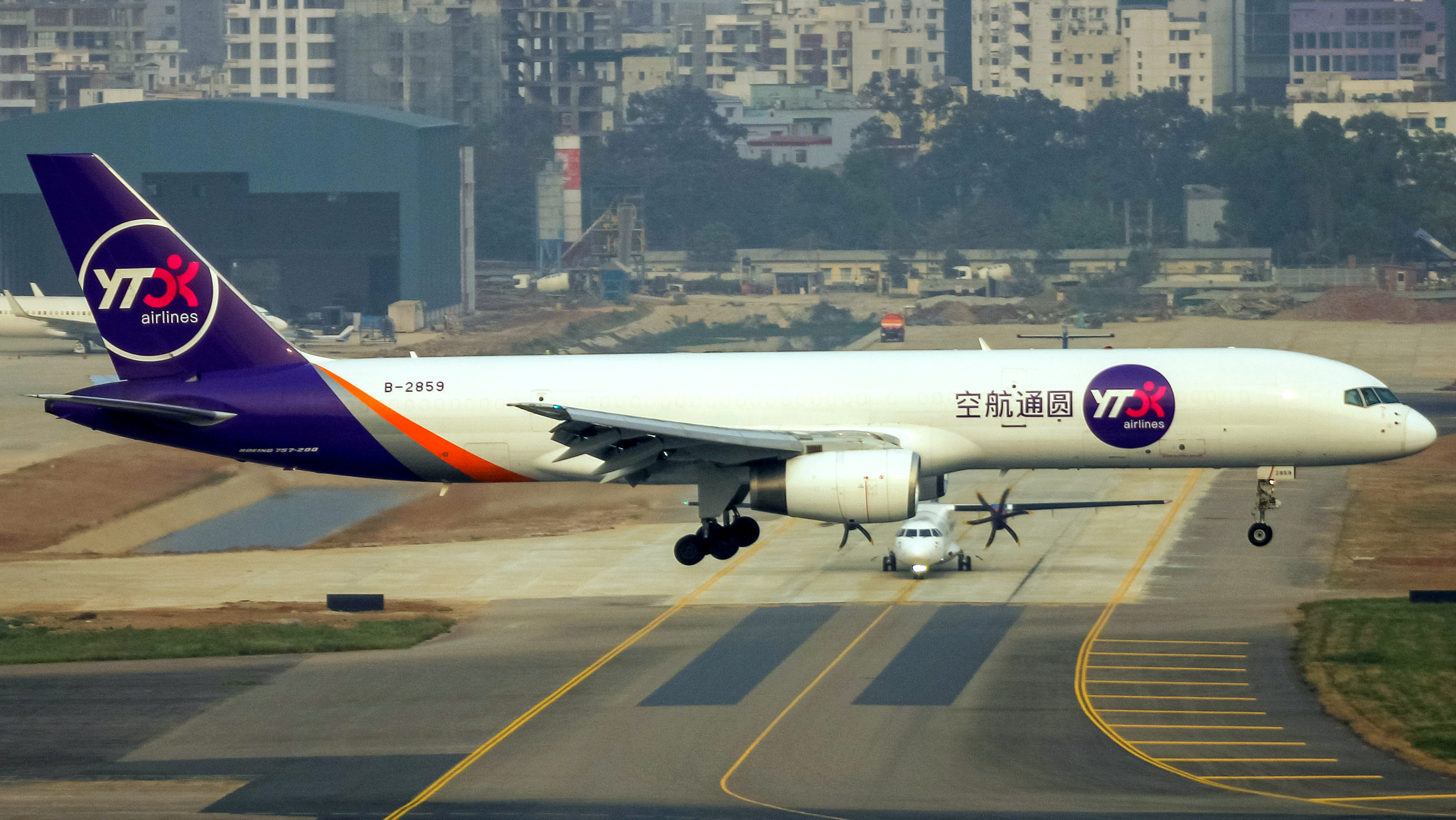
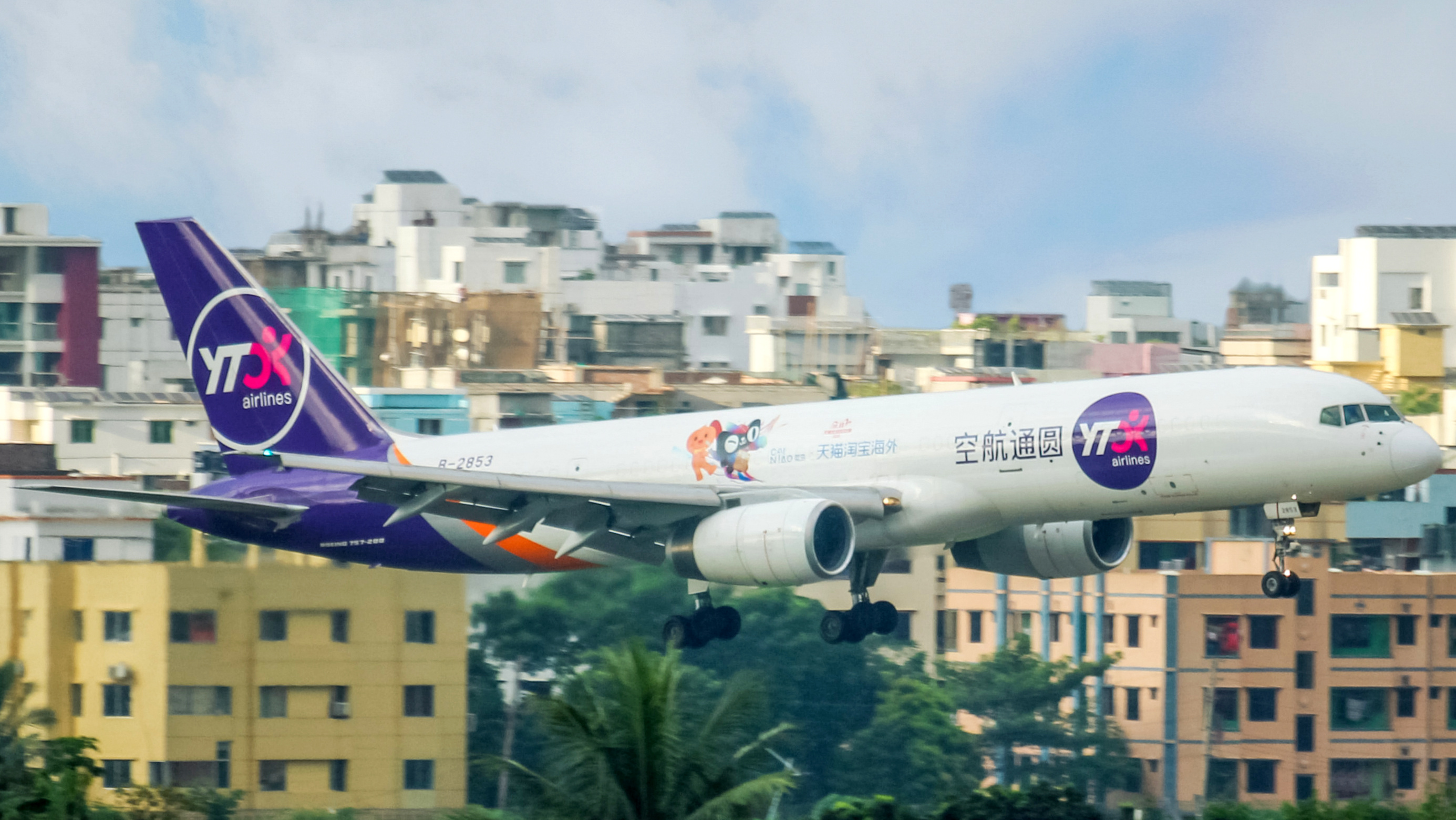

### Логистические хабы

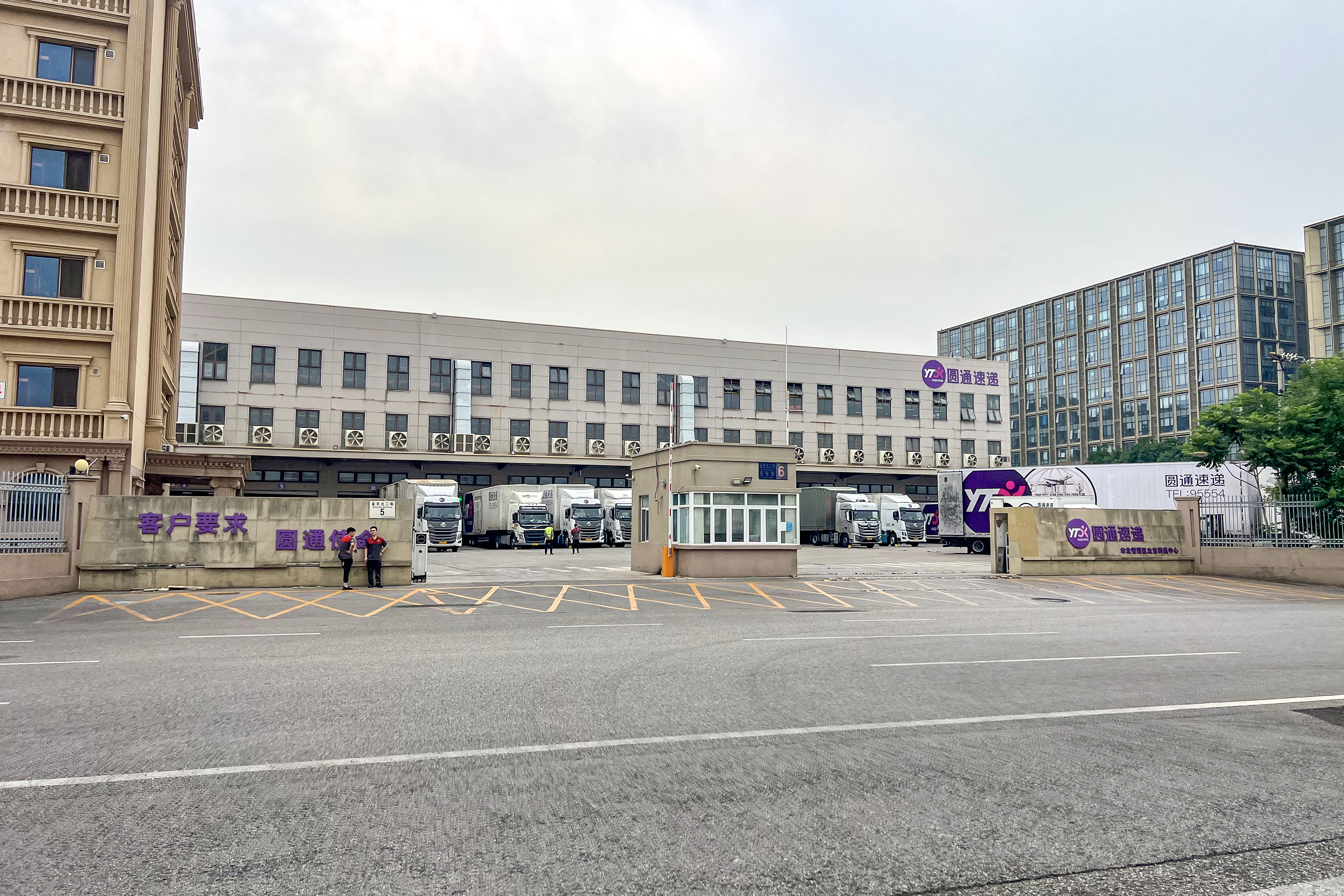
Логистический центр в Пекине

Главные логистические хабы YTO Express расположены в Шанхае (Пудун), Ханчжоу, Цзиньхуа (Иу), Цзясине, Нанкине, Циндао, Чанше, Гонконге, Инчхоне и Маниле.

### Дочерние компании
- On Time Express (Далянь)
- On Time Express (Пекин)
- On Time Express (Тяньцзинь)
- On Time Express (Циндао)
- On Time Express (Шанхай)
- On Time Express (Нинбо)
- On Time Express (Сямынь)
- On Time Express (Шэньчжэнь)
- On Time Express (Гуанчжоу)
- On Time Express (Чунцин)
- On Time Express (Чэнду)
- On Time Express (Сиань)
- On Time Express (Гонконг)
- YTO Courier (Гонконг)
- On Time Worldwide Logistics (Сеул)
- YTO Express International Japan (Токио)
- On Time Worldwide Logistics (Токио)
- On Time Worldwide Logistics (Тайбэй)
- YTO Express Philippines (Манила)
- YTO Express International Vietnam (Ханой)
- On Time Worldwide Logistics Vietnam (Ханой)
- On Time Worldwide Logistics Vietnam (Хошимин)
- On Time Worldwide Logistics (Бангкок)
- On Time Worldwide Logistics Cambodia (Пномпень)
- On Time Worldwide Logistics (Пинанг)
- On Time Worldwide Logistics (Куала-Лумпур)
- On Time Worldwide Logistics (Сингапур)
- PT. On Time Express (Джакарта)
- PT. On Time Express (Бандунг)
- PT. On Time Express (Бали)
- On Time Worldwide Logistics (Дакка)
- On Time International Logistics (Нью-Дели)
- On Time International Logistics (Мумбай)
- On Time International Logistics (Бангалор)
- On Time International Logistics (Ченнай)
- On Time Worldwide Logistics (Шри-Джаяварденепура-Котте)
- On Time Worldwide Logistics (Дубай)
- On Time Worldwide International Cargo Services (Абу-Даби)
- OTX Logistics (Роттердам)
- OTX Logistics (Амстердам)
- OTX Solutions (Хофддорп)
- OTX Logistics Inc. (Нью-Йорк)
- OTX Logistics Inc. (Чикаго)
- OTX Logistics Inc. (Лос-Анджелес)
- YTO Express Group (Ла-Мирада)

## Акционеры
Крупнейшими акционерами YTO Express являются Юй Вэйцзяо (37,4 %), Alibaba Group (12 %), Hangzhou Ali Venture Investment (9,9 %) и Shanghai Yunfeng Investment Management (3,6 %).